# Ëchkan"ëgan
L'Ëchkan"ëgan (in russo Ёхканъёган?) o Ëkkan"ëgan (Ёкканъёган) è un fiume della Russia siberiana occidentale, affluente di sinistra del fiume Kolek"ëgan. Scorre nel bassopiano della Siberia occidentale, all'interno del Nižnevartovskij rajon del Circondario autonomo degli Chanty-Mansi-Jugra.
Il fiume, che ha origine in una zona paludosa ricca di laghi, scorre mediamente in direzione occidentale e incontra il Kolek"ëgan a 41 km dalla sua foce. La lunghezza del fiume è di 157 km. L'area del suo bacino è di 1 330 km².